# Kunkuri
Kunkuri är en ort i Indien.   Den ligger i distriktet Jashpur och delstaten Chhattisgarh, i den centrala delen av landet, 900 km sydost om huvudstaden New Delhi. Kunkuri ligger 486 meter över havet och antalet invånare är 12 287.
Terrängen runt Kunkuri är platt. Runt Kunkuri är det ganska tätbefolkat, med 149 invånare per kvadratkilometer. Det finns inga andra samhällen i närheten. I omgivningarna runt Kunkuri växer huvudsakligen savannskog.